# Kwiatuszki Wielkie
Kwiatuszki Wielkie [kfjaˈtuʂki ˈvjɛlkʲɛ] (deutsch Groß Blumenau) ist ein Dorf in der polnischen Woiwodschaft Ermland-Masuren, das zur Landgemeinde Rozogi (Friedrichshof) im Powiat Szczycieński (Kreis Ortelsburg) gehört.

## Geographie
Kwiatuszki Wielkie liegt im Südosten der Woiwodschaft Ermland-Masuren und ist von Rozogi (Friedrichshof) aus in drei Kilometern in östlicher Richtung auf der Strecke nach Kowalik (Kowallik) und Ciesina (Erdmannen) zu erreichen. 
Bis 1962 war Faryny (Farienen) die nächste Bahnstation an der Bahnstrecke von Spychowo (Puppen) nach Myszyniec (Mischinietz), die bis 1945 von der Ortelsburger Kleinbahn betrieben wurde. 

## Geschichte

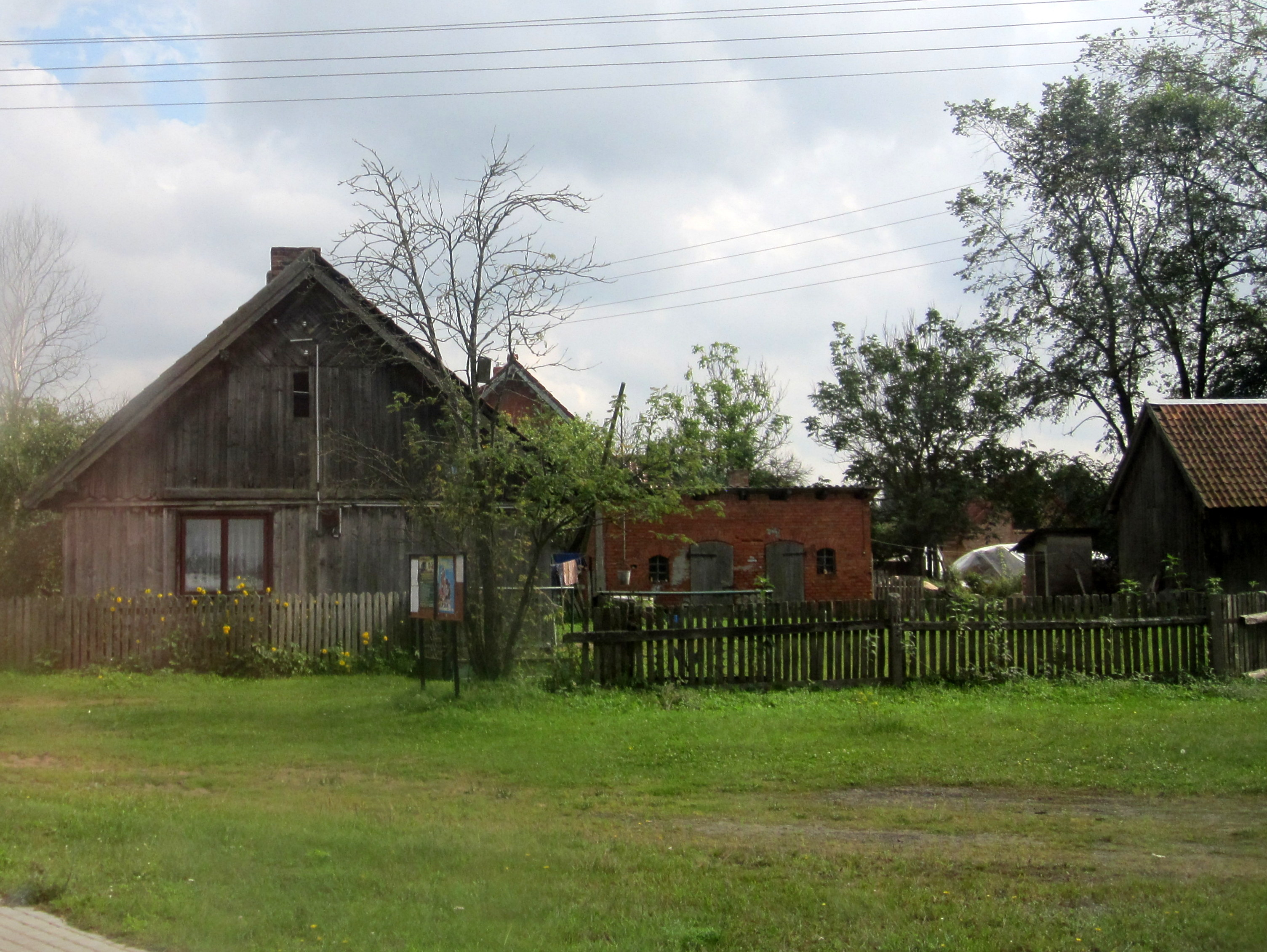
Anwesen in Kwiatuszki Wielkie (2012)

Der bis 1945 Groß Blumenau genannte Ort ist als Schatulldorf entstanden. Die Gründungsfeste wurde am 6. Mai 1811 – bestätigt am 26. Juli 1811 – ausgefertigt. 
Im Jahr 1874 wurde das Dorf in den neu errichteten Amtsbezirk Farienen eingegliedert, der zum Landkreis Ortelsburg im Regierungsbezirk Königsberg (von 1905 bis 1945 Regierungsbezirk Allenstein) der preußischen Provinz Ostpreußen gehörte und bis 1945 bestand. Im Jahre 1910 waren hier 428 Einwohner registriert. Ihre Zahl stieg bis 1933 auf 354 und betrug 1939 bereits 370. Vor 1945 war das Dorf vor allem von der Landwirtschaft geprägt, doch hatten die Bauern auch als Waldarbeiter mit Holzrücken im Forstbezirk Farienen gute Verdienstmöglichkeiten. Zur Förderung der Bienenzucht wurden an der Straße Groß Blumenau–Waldburg Linden angepflanzt. Unter den 67 landwirtschaftlichen Betrieben befanden sich zwölf Ausbauhöfe. Einkaufsort für die Einwohner war Friedrichshof (heute polnisch: Rozogi).
Aufgrund der Bestimmungen des Versailler Vertrags stimmte die Bevölkerung im Abstimmungsgebiet Allenstein, zu dem Groß Blumenau gehörte, am 11. Juli 1920 über die weitere staatliche Zugehörigkeit zu Ostpreußen (und damit zu Deutschland) oder den Anschluss an Polen ab. In Groß Blumenau stimmten 289 Einwohner für den Verbleib bei Ostpreußen, auf Polen entfielen keine Stimmen.
Die Flucht der Groß Blumenauer Bevölkerung vor der herannahenden Roten Armee im Jahre 1945 erfolgte verspätet, so dass das Militär den Flüchtlingstreck einholte und zur Rückkehr zwang. Unter der Zivilbevölkerung gab es keine Opfer zu beklagen, zwei Einwohner starben auf der Flucht.
In Kriegsfolge kam Groß Blumenau mit dem südlichen Ostpreußen zu Polen und erhielt 1945 die polnische Bezeichnung „Kwiatuszki Wielkie“. Heute ist das Dorf eine Ortschaft innerhalb der Gmina Rozogi (Landgemeinde Friedrichshof) im Powiat Szczycieński (Kreis Ortelsburg) in der Woiwodschaft Ermland-Masuren (1975 bis 1998 Woiwodschaft Ostrołęka (Ostrolenka)).

## Kirche
Bis 1945 war die Bevölkerung Groß Blumenaus überwiegend evangelischer Konfession. Das Dorf gehörte zum Kirchspiel Friedrichshof (polnisch Rozogi) im Kirchenkreis Ortelsburg (heute polnisch: Szczytno) innerhalb der Kirchenprovinz Ostpreußen der Kirche der Altpreußischen Union. 
Heute wohnen fast ausnahmslos Katholiken in Kwiatuszki Wielkie, deren Pfarrkirche nunmehr das ehemals evangelische Gotteshaus in Rozogi (Friedrichshof) ist. Sie heißt jetzt St.-Maria-Magdalena-Kirche (Kościół św. Marii Magdaleny) und gehört zum Dekanat Rozogi im Erzbistum Ermland der Katholischen Kirche in Polen. Hier lebende evangelische Kirchenglieder sind der Pfarrgemeinde in Szczytno (Ortelsburg) innerhalb der Diözese Masuren der Evangelisch-Augsburgischen Kirche in Polen zugeordnet.

## Schule

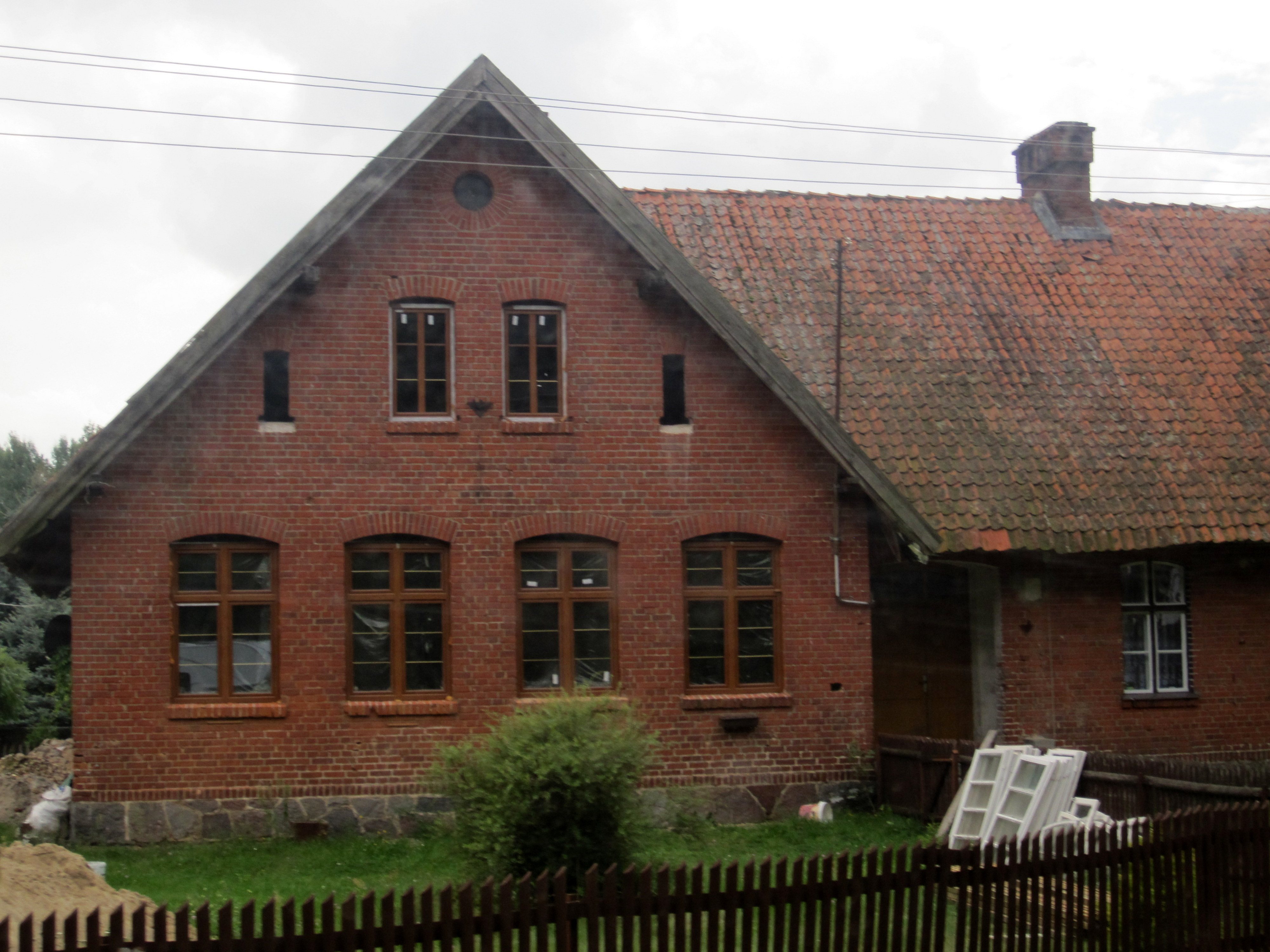
Ehemaliges Schulgebäude in Kwiatuszki Wielkie (2012)

Vor 1945 befand sich in Groß Blumenau eine zweiklassige Schule. Das Gebäude stammte aus den Jahren 1895/96. Im Jahre 1925 erhielt die Schule neue Wirtschaftsgebäude. Die Kinder, die die Schule besuchten, kamen aus Groß Blumenau und Waldburg sowie von vier Abbaugehöften der Nachbargemeinde Farienen (heute polnisch: Faryny).